# Annals (Enni)
Els Annals són un poema èpic escrit per Quint Enni de divuit llibres, en els quals es narra tota la història de Roma. Es remunta als orígens troians i arriba fins a l’any 171 aC.

## Abast i contingut delsAnnals
L'extensió dels llibres era entre 1000 i 1700 versos cadascun: els fragments arriben amb prou feines a la meitat d’un llibre (es conserven aproximadament 650 versos dels 30.000 que tenia en total del poema) i representen menys de la trentena part d’un poema que en la seva forma final tenia divuit llibres. La majoria dels fragments estan assignats als seus llibres corresponents i els gramàtics i altres autors al·ludeixen als continguts d’alguns: per això i perquè el tema era històric, narrat cronològicament, els intents de reconstrucció no han sigut inútils.

### Estructura
Sembla que Enni va disposar la seva obra en cinc tríades de llibres, abastant cadascun un període coherent de la història de Roma. Aquest quinze llibres cobrien més o menys exactament mil anys (1184/3-187/184 aC). Als últims anys de la seva vida Enni va afegir una sisena tríada que va circular per separat.
- La primera tríada cobria l'era mítica des de la caiguda de Troia fins al final de la monarquia. Com és usual en autors dels quals queden fragments, el primer llibre és el millor representat. Començava amb una invocació a les Muses. Enni narrava un somni que recorda formalment el famós proemi d'Hesíode a la Teogonia i el de Cal·límac a Aetia: en el somni l'esperit d'Homer se li havia aparegut i li va revelar que ell, Homer, s'havia reencarnat en Enni. L'al·legoria era familiar al públic a través de la tragèdia; el mateix Enni estava interessat en el misticisme astral postplatònic i les idees pitagòriques de la reencarnació. La narració començava amb el saqueig de Troia, la fugida d'Eneas, la seva arribada a Itàlia, la seva aliança amb Llatí i la seva mort; en menys de la meitat del primer llibre Enni recorria més espai que Virgili en tota l'Eneida. Ilia, a qui Enni fa aparèixer com a filla d'Eneas, tenia un paper destacat a la continuació. Narrava un estrany somni que presagiava el seu futur, i va engendrar de Mart els bessons Ròmul i Rem, nets d'Eneas. Enni va posar Ilia al centre de l'escenari, presentada com una figura tràgica. Aquest èmfasi en el caràcter i la psicologia femenina era típicament hel·lenístic. La resta del llibre narra la història dels bessons, seguint la versió corrent, i la culminació del llibre I era la fundació de la ciutat. Els llibres II i III estan escassament conservats. D’alguna manera narraven i completaven el període de la monarquia, però en tot cas hi ha un problema cronològic. No és massa clar com Enni reconciliava la seva cronologia amb la història usual de només set reis, l’últim dels quals, Tarquini el Superb, va caure just quan s'havia establert la democràcia atenesa.
- El llibre IV contenia esdeveniments des de la fundació de la República fins a la invasió gal·la, el llibre V arribava fins al final de les Guerres Samnites. Per tant, cadascun cobria un segle aproximadament i ambdós estan mal representats. El llibre VI estava dedicat totalment a la guerra contra Pirros i abraçava només onze anys. Pirros era una de les primeres figures sobre les quals era accessible informació relativament abundant i fiable, i Enni el presenta sota un aspecte molt favorable. Els déus encara participen en aquest llibre a l'estil homèric.
- En la tercera tríada, la part central del poema original, Enni entrava en el període de record dels que encara estaven vius. Presentava alguns problemes. Era la qüestió de què fer amb els déus i el problema més ampli del manteniment de la solemnitat èpica sense que semblés ridícul al parlar del passat recent. D’aquí en endavant, hi havia menys camp per a la pura ficció i més necessitat dels mètodes i la perspicàcia de l’historiador i el tacte diplomàtic per evitar l’ofensa per omissió o distorsió. El llibre VII s'iniciava amb una important introducció. Enni va proposar-se no tractar la primera Guerra Púnica, ja que “altres”, per exemple Nevi, ho havien fet en versos saturnis. La narració del VII abasta els esdeveniments fins a la invasió d'Hanníbal, una extensió d’escala comparable a la del llibre VI i deguda sens dubte al tractament sumari de la Primera Guerra Púnica. El llibre inclou una descripció notable d’un “bon company” d’un cap romà. Els llibres VIII i IX descriuen la resta de la Segona Guerra Púnica, tornant a l'escala del llibre VI.
- Queda molt poc de la resta. El llibre X començava amb una nova invocació a les Muses i descrivia la guerra contra Filip de Macedònia; els llibres XI i XII portaven la narració fins a la vigília de la guerra contra Antíloc III de Síria.
- La narració anava fent-se molt densa i era fins i tot més lenta a la tríada final del XIII al XV. Aquesta cobria la guerra contra Antíloc, la victòria d'Escipió a Magnèsia i la guerra naval, mentre que l’últim llibre tractava de les proeses del patró d’Enni, M. Fulvi Nobílior, a Etòlia, Cefalènia i Ambràcia.
- Després de completar del llibre I al XV fa afegir-hi del XVI al xviii, descrivint esdeveniments de la Guerra d’Ístria fins al 171 aC.[1][2]

## Unitat i composició delsAnnals
La forma èpica s'havia utilitzat en època contemporània en grec per a poemes al voltant de la fundació de ciutats, les cròniques d’un poble i l'exaltació de reis encara vius. La concepció de la història poètica enniana del poble romà era de major escala i conscientment més ambiciosa que cap anterior o posterior. Fins a l’època de Virgili el seu poema va quedar com a pedra angular de l'educació a Roma i com a tal era una reserva de fets, històries, actituds i exempla, i va afectar profundament i de fet va definir la consciència romana. Enni va fixar un tret perdurable de la historiografia romana.
La composició dels Annals pertany a la dècada dels 170 aC i és improbable que Enni comencés abans de finals dels vuitanta. Cató, l’antic patró d'Enni es va veure censurat i pot pensar-se que això té algun tipus de significat perquè els Annals cobreixin precisament aquesta part de la història, aquests mil anys. Així Enni podria honrar un dels grans homes que l’havien ajudat en la seva carrera.
Certes especulacions al voltant del llibre XV susciten, almenys, importants qüestions sobre la unitat, composició i publicació de l’obra. El mateix Enni va tractar els Annals com prolongables. En algun lloc del llibre XII, Enni mencionava que tenia setanta-set anys, és a dir, que en el temps durant el qual escrivia o publicava, que no és el mateix, corria l’any 172 aC. La conseqüència aparent és que Enni va escriure del XIII al XV i després va afegir-hi del XVI al xviii, després del 172 aC però abans del 169 aC. No es pot suposar que els llibres s'escrivien senzillament en l’ordre en que estan numerats ni sabem com es van presentar al públic, si els llibres van publicar-se individualment, en tríades o com obra completa. Se suposa amb massa freqüència que Enni va començar pel principi i va seguir fins al final, publicant a mesura que escrivia. Una possibilitat entre altres és que els quinze primers llibres apareguessin junts el 172 aC com una obra completa. En aquest cas, les diverses aparicions personals que Enni fa per totes parts a la seva manera suposadament poètica com sacerdot de les Muses, seran, per dir-ho així, simultànies, no successives. La composició dels Annals pertanyia a finals de la dècada del 180 i a la del 170.